# By All Means
I By All Means sono stati un gruppo musicale hardcore punk di Modena, appartenente alla scena straight edge italiana degli anni '90.

## Storia

### 1991-1993: Origini e primi lavori
I By All Means nacquero nel 1991 a Modena da Massimo Meloni aka Melo alla voce, Andrea Gallinini aka Gallo alla chitarra, Stefano Bertelli al basso ed Adriano Pratissoli alla batteria, che si ispiravano al movimento Straight edge newyorkese ed alle passate esperienze della scena hardcore italiana degli anni '80.
Nel 1991, i By All Means registrarono un primo demo nella loro sala prove, che attirò l'attenzione dell'etichetta francese Inaudito Records, che propose loro la pubblicazione di un 7”. Al fine di inviare all'etichetta registrazioni migliori, i By All Means entrarono in sala di registrazione al tmb rockhouse di Modena, confezionando così una nuova cassetta autoprodotta su marchio Means Production contenente 11 brani.
Nel 1992 intanto, i By All Means pubblicarono lo split 7" Equality / By All Means (Green Records) condiviso con i romani Equality ., a cui seguì il 7" omonimo pubblicato con la Inaudito Records. Anche grazie alla risonanza di queste prime produzioni la band fu inserita nella compilazione Intollerance (4 Bands, 4 Songs About Racism) rilasciata dalla Aarghh!! Produzioni. In questo periodo di forte produzione poi, molti furono i tour tra Italia e Croazia, prima di arrivare al primo effettivo album del 1993 intitolato Blind Side e pubblicato su Green Records. Nel tempo però la line up era cambiata: Stefano Bertelli era passato alla seconda chitarra, lasciando il posto da bassista a Matteo Verri degli Immoral Majority. Di li a poco Melo e Galli decisero di lasciare i By All Means, mentre i restanti membri continuarono a suonare insieme sotto il nome di Society Of Jesus, con alla voce Ringo, il chitarrista degli Immoral Majority e cambiando lo stile in grindcore.

### 1996-1999: La reunion eFino a qui... tutto bene!
Nel 1996 Galli riuscì a convincere Melo a riformare i By All Means, che parteciparono fin da subito ad alcune compilazioni tra cui We May Fight A Battle...That Can't Be Won (1996, Boislève), per poi pubblicare l'album Fino a qui... tutto bene! (1998, Mr. Ritmo/Biba Records/Love Boat). Seguì un tour negli Stati Uniti, in cui condivisero anche il palco con Avail, Boysetsfire, Hot Water Music, Snapcase e Leatherface. Fu però dopo il concerto a Washington DC, che dopo un diverbio tra Gallo e Melo la band si sciolse definitivamente annullando i tour in Canada e Giappone.

## Discografia

### Demo
- 1992 - By All Means ristampato dalla Inaudito Dischi nel 2016 con il titolo di Demo '92

### Album
- 1993 - Blind Side
- 1998 - Fino a qui... tutto bene!

### Singoli ed EP
- 1992 - By All Means
- 1992 - Equality / By All Means split album con gli Equality